# Phelliactis hertwigi
Phelliactis hertwigi is een zeeanemonensoort uit de familie Hormathiidae.
Phelliactis hertwigi is voor het eerst wetenschappelijk beschreven door Simon in 1892.